# Médaille des scientifiques et techniciens honorés de la RSFSR
La médaille des scientifiques et techniciens honorés de la RSFSR est une récompense attribuée au nom de la République socialiste fédérative soviétique de Russie par son Présidium du Soviet suprême à partir de 1931. À partir de 1992 elle est devenue la médaille des scientifiques et techniciens honorés de la Fédération de Russie. Elle n'a plus été attribuée après 1996.

## Attribution

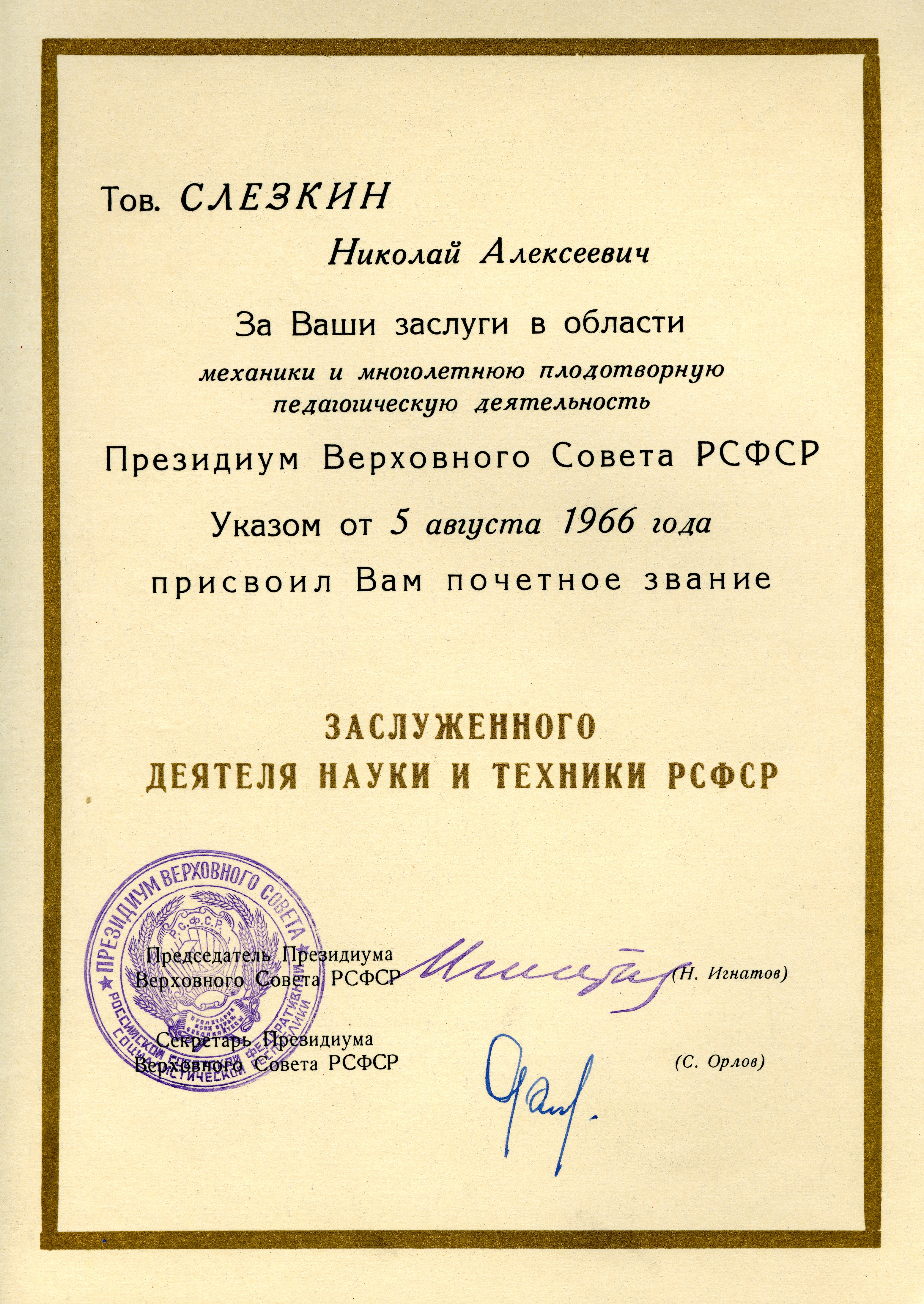
Certificat du professeur Nikolai Alekseevich Slezkin.

Cette récompense est décernée depuis 1931 par le Présidium du Conseil suprême de la RSFSR pour des mérites exceptionnels dans le domaine des sciences et des technologies. Elle s'accompagne de la remise d'un certificat et d'un insigne distinctif.
Son nom a évolué après le changement du nom de l'état de République socialiste fédérative soviétique de Russie à Fédération de Russie,. Cette loi est entrée en vigueur dès sa publication dans la Rossiïskaïa Gazeta le 16 mai 1992.
Ce titre honorifique ne doit pas être confondu avec celui de « scientifique honoré ». Le premier est généralement décerné à des personnes ayant réalisé des avancées dans l'ingénierie et les technologies. Le second est décerné à des personnes ayant réalisé des avancées dans les sciences théoriques, comme les sciences humaines et les sciences de la nature.